# En todas partes (álbum)
En Todas Partes es el segundo álbum musical como solista del cantautor venezolano Hany Kauam. Las letras y música son de autoría de Kauam y la producción estuvo a cargo de Yasmil Marrufo, quien también hizo lo mencionado en su última producción. Fue lanzado luego de problemas judiciales que tuvo que enfrentar para seguir con su carrera musical. En septiembre de 2010 fueron grabados en Madrid, España los vídeos musicales de los temas "En Todas Partes" y "La mujer perfecta"; ambos videos producidos por el reconocido director Daniel Duran.
Actualmente Kauam está realizando una gira publicitaria para el álbum.
EN TODAS PARTES, es un poemario de éxito y fuerza, con todo dispuesto para mantenerle en el sitial de honor que le pertenece por mérito propio, y que en definitiva, lo han convertido en el cantautor venezolano de los últimos tiempos. Contentivo de 14 temas, y lleno de las vivencias y sentimientos.
Su primer sencillo titulado igual que el disco “En todas partes”, ha conquistado dos veces número 1 en el ranking radial venezolano, mientras que el segundo sencillo promocional "La mujer perfecta", se convirtió en el estelar de la telenovela transmitida por Venevisión que marca el inicio o relanzamiento del género en Venezuela, logrando mantener su récord de convertir en Hit cada uno de sus temas promocionados.
Melodía fuerza, alma, corazón, vida y sentimientos enmarcan sus creaciones musicales, que siguen conmoviendo con la fuerza de sus interpretaciones a sus seguidores.